# 지수초등학교
지수초등학교는 대한민국 경상남도 진주시 지수면 압사리에 있는 공립 초등학교이다.

## 학교 연혁
- 1921년 5월 9일 지수공립보통학교 개교
- 1938년 4월 1일 지수공립심상소학교로 개칭
- 1941년 4월 1일 지수공립국민학교로 개칭
- 1981년 3월 9일 병설유치원 개원
- 1996년 3월 1일 지수초등학교로 교명 변경
- 2000년 2월 10일 체육관, 급식소 준공
- 2007년 2월 28일 병설유치원 폐원
- 2009년 2월 13일 제85회 졸업식(11명), 총 4,334명 졸업
- 2009년 3월 1일 송정초등학교와 통합
- 2010년 2월 1일 현 위치로 이전
- 2019년 10월 25일 다목적강당(아이누리)준공
- 2021년 12월 30일 제98회 졸업식(10명 졸업) 총4,456명 졸업
- 2022년 3월 1일 제31대 류영애 교장 부임

## 참고 자료
- 지수초등학교 - 한국교육학술정보원 학교알리미